# 2009년 8월
| 2009년: 1월 · 2월 · 3월 · 4월 · 5월 · 6월 · 7월 · 8월 · 9월 · 10월 · 11월 · 12월 |

| <          | 2009년 8월 | 2009년 8월 | 2009년 8월 | 2009년 8월  | 2009년 8월 | >           |
| 일         | 월         | 화         | 수         | 목          | 금         | 토          |
|            |            |            |            |             |            | 1 6.11 무인 |
| 2 12 기묘  | 3 13 경진  | 4 14 신사  | 5 15 임오  | 6 16 계미   | 7 17 갑신  | 8 18 을유   |
| 9 19 병술  | 10 20 정해 | 11 21 무자 | 12 22 기축 | 13 23 경인  | 14 24 신묘 | 15 25 임진  |
| 16 26 계사 | 17 27 갑오 | 18 28 을미 | 19 29 병신 | 20 7.1 정유 | 21 2 무술  | 22 3 기해   |
| 23 4 경자  | 24 5 신축  | 25 6 임인  | 26 7 계묘  | 27 8 갑진   | 28 9 을사  | 29 10 병오  |
| 30 11 정미 | 31 12 무신 |            |            |             |            |             |

| - 8월 1일-코라손 아키노 - 8월 4일-조오련 - 8월 18일-김대중 - 8월 25일-에드워드 M. 케네디 - 8월 31일-에디 히긴스 - 8월 30일 - 제45회 일본 중의원 의원 총선거 편집하기 |

## 2009년8월 31일
- 미국의 유명 재즈피아니스트인 에디 히긴스가 폐암으로 사망하였다. 향년 77세.

## 2009년8월 30일
- 일본에서 중의원 의원 480명을 선출하는 제45회 일본 중의원 의원 총선거가 실시되었다. 개표 결과 민주당이 전후 최대 의석인 308석을 획득하며 압승해 54년 만에 처음으로 자민당을 제2당으로 끌어내리고 정권 교체를 이뤘다.

## 2009년8월 27일
- 영국의 마이크 페럼(en:Michael Perham, 17세)이 요트로 세계일주 항해에 성공했다. 2008년 11월 15일부터 시작했고 총 3만8,700km를 항해했다.
- 미국 연방거래위원회(FTC)는 텔레마케팅 판매규칙 개정안에 따라 다음 달 1일부터 텔레마케터들이 소비자의 서면허가를 받지 않은 채 자동음성전화로 판촉활동을 하는 것을 금지할 방침이라고 밝혔다.

## 2009년8월 26일
- 조선민주주의인민공화국 금강산관광지구 금강산호텔에서 남북 적십자 회담 전체회의가 열렸다. 양측 입장을 정리한 기조발언을 교환했고 2년간 중단된 남북 이산가족 상봉 행사를 올해 추석 무렵 재개하기 위한 상봉 시기, 규모 등을 28일까지 구체적으로 협의할 예정이다.
- 제주특별자치도의 김태환 도지사에 대한 주민소환제가 실시됐다. 투표율은 11%로 최종 투표율이 법정요건인 33.3%를 넘어서지 못함에 따라 개표없이 마무리됐다. 그러나 '투표 불참 운동','투표 방해 행위' 등의 관권 개입 논란이 일고 있다

## 2009년8월 25일
- 대한민국의 나로 우주센터에서 나로호를 발사했다. 나로호에 실린 과학기술위성 2A호의 페어링 분리 이상으로 지구 궤도 진입에 실패한 것으로 분석된다고 밝혔다.
- 태평양 전쟁때 일본으로 강제 징용되어 희생된 한국 민간인의 유골 110구가 대한민국으로 65년 만에 봉환됐다. 유골은 재단법인 선학원 천불사 극락원에 안치됐다.
- 미국에서 존 F. 케네디 전 대통령의 남동생이자 연방 상원의원인 에드워드 M. 케네디가 뇌암으로 사망했다.

## 2009년8월 24일
- 칠레 북부 해안 지역에서 바다사자 200여 마리가 떼죽음 당한 채 발견됐다. 수산 당국은 엘니뇨 현상으로 먹이가 부족해 발생된 것으로 분석했다.
- 미국 로스앤젤레스 고등 법원은 담배 제조 회사인 필립모리스를 상대로 조디 불럭(약 50년 담배를 피우다 사망한 여성의 유족)에게 징벌적 손해배상금으로 1천380만 달러(한화 약 172억 원)을 지급하라고 판결했다.

## 2009년8월 23일
- 대한민국의 제15대 대통령 김대중 전 대통령 영결식이 이날 오후 2시, 국회의사당 앞에서 거행되었고, 오후 5시 국립서울현충원에서 안장되었다.
- 대한민국 서울본부세관은 2007년부터 최근까지 가방에 유명 상표를 위조, 부착해 1만2000여 점(시가 130억 원 상당) 규모로 일본으로 밀수출한 "남양주파" 조직을 적발해 5명을 검거했다고 밝혔다. 일본 경시청의 협조로 검거할 수 있었다.
- 중국 국가품질검사총국은 토요타 자동차의 중국합작법인이 생산한 68만 8,314대의 승용차를 창문 스위치 결함으로 인해 리콜하기로 했다고 북경일보가 보도했다.

## 2009년8월 22일
- 이슬람 세계에서 라마단이 시작됐다. 단식월 기간 중 해가 떠있는 동안에 물과 음식의 섭취가 금지되고 한 달간 행해진다.
- 파키스탄 탈레반의 새 지도자로 하키물라 마흐수드가 만장일치로 선출되었다고 프랑스 통신사가 보도했다.

## 2009년8월 21일
- 조선민주주의인민공화국의 김기남 조선로동당 중앙위원회 비서를 단장으로 하는 특사 조의방문단이 김대중 대한민국 국회 빈소를 헌화,묵념했다. 조문단은 1박2일의 일정으로 서울을 머무를 예정이다.
- 캐나다 재무부가 글로벌 경기 침체로 6월에만 50억 달러 적자를 기록했다고 캐나다 통신이 보도했다. 6월 세수가 소득세와 연방세 수입 감소로 전년도에 비해 13.1%(27억 달러) 감소한 반면 재정 지출은 25.2%(42억 달러) 증가한 207억 달러를 기록했다.

## 2009년8월 20일
- 대한민국 나로우주센터에서 교육과학기술부가 나로호의 발사 중지 원인이 소프트웨어의 문제였다고 브리핑을 통해 밝혔다. 소프트웨어 분석에는 1~3일정도가 소요되며, 재 발사 기간은 25~26일이라고 했다.
- 캐나다 밴쿠버에서 '전주한지문화축제'가 개최되었다. 한지로 만든 다양한 공예품 전시와 함께 한지 패션쇼가 펼쳐져 갈채를 받았다.
- 아프가니스탄에서 대통령을 선출하기 위한 투표를 시작했다. 후보는 36명이고 1,560만 명의 유권자가 참여하고 선관위는 9월 17일쯤 공식 개표 결과를 발표할 예정이었다.

## 2009년8월 19일
- 대한민국의 제15대 대통령 고 김대중 전 대통령의 장례가 국장으로 정해졌으나 이전에 치러진 박정희 전 대통령의 장례와 달리 6일장으로 정해졌다. 따라서 김대중 전 대통령의 장례는 8월 23일까지 이어져 영결식을 치르게 되었다.
- 대한민국의 첫 우주항공발사체인 나로호가 7분 56초를 남기고 발사 중지되었다. 자동 발사장치에서 연료 탱크 압력을 측정하는 도중 소프트웨어의 기술적 문제가 있었던 것으로 밝혀졌다. 향후 나로호는 8월 25일 재발사되었으나 페어링 분리가 되지 않아 실패하였다.
- 대한민국 검찰이 장자연 자살 사건에 대해 송치된 20명 중 18명이 무혐의 처분이 내려졌고 나머지 2명도 접대와는 상관없는 일로 재판에 붙여졌다.
- 미국 정부가 스위스 UBS 은행과 거래한 탈세 용의자 5만2천 명의 명단을 공개할 방침이라고 월스트리트저널이 보도했다. 이에 스위스 정부가 UBS의 보유 지분 3억3천220주를 전량 매각한다고 밝혔다. UBS가 미 당국에 미국인 고객 명단 가운데 4천450명분을 넘기기로 합의했다.
- 이라크 바그다드에 폭탄 및 박격포 공격으로 최소 75명이 숨지고 310명이 다쳤다고 AP 통신사가 보도했다.

## 2009년8월 18일
- 독일 세계 육상 선수권 대회에서 옐레나 이신바예바 선수가 여자 장대 높이뛰기에서 세번의 시기를 모두 실패하는, 대회 최대 이변을 낳았다. 이에 대회 3연속 우승이 좌절되었으며, 세 번 모두 실패하였기 때문에 순위에도 오르지 못하였다. 여자 장대높이뛰기 부문 우승은 지난달 런던 그랑프리에서 이신바예바를 꺾었던 안나 로고우스카로, 이 대회 기록은 4m 75cm이다.

- 대한민국의 제15대 대통령 김대중 전 대통령이 사망하였다. 폐렴으로 37일째 투병 중이었다.

## 2009년8월 17일
- 대한민국의 골프선수 양용은이 PGA 챔피언십에서 최종 합계 8언더파 280타로 타이거 우즈를 꺾고 우승하였다. 아시아 남자로는 첫 메이저 대회 우승이다.
- 독일 세계 육상 선수권 대회에서 자메이카의 육상 선수 우사인 볼트가 남자 100m 달리기에서 기존 세계기록이었던 9초 69에서 0.11초 앞당긴 9초 58을 기록하였다. 미국의 타이슨 가이는 개인 기록이었던 9초 77을 깨고 9초 71을 기록하며 두 번째로 들어왔다.
- 대한민국의 제16대 대통령 노무현 전 대통령의 정치노선을 계승하는 참여정부 출신 인사를 중심으로 '국민참여 정당' 창당을 공식 제안했다. 총 1642명의 창당 제안자를 모았고 홈페이지를 통해 2∼3주간 여론을 수렴한 뒤 발기인대회 등 절차를 밟아 연내에 창당한다는 목표를 정했다.
- 한국 야구 위원회(KBO)가 서울 양재동 교육문화회관에서 2010년 신인지명회의를 개최했다.
- 러시아 최대의 수력 발전소인 사야노-슈센스카야 수력 발전소에서 침수 사고가 있었다. 장비 수리 중 변압기가 폭발하여 기계실이 침수되었고, 이로 인하여 발전소 직원 12명이 사망하고 64명이 실종되었다. 사고로 시베리아 지역 일대가 한때 정전되었으며, 가동 중이던 10개의 터빈 중 3개가 이 사고로 작동 불능 상태에 놓였다.

## 2009년8월 16일
- 현대그룹 현정은 회장이 조선민주주의인민공화국 김정일위원장과 면담하였다.

## 2009년8월 15일
- 대한민국과 일본에서 신종플루로 인한 첫 사망자가 발생하였다. 한국의 사망자는 경남에 거주하는 56세 남성으로, 1일~5일간 태국 여행을 다녀 왔고 8일 발열증세가 생겨 보건당국이 폐렴, 폐혈증 진단과 항생제 치료에 집중했다. 증상이 호전되지 않아서 타미플루(항바이러스제) 치료까지 받았지만 사망했다. 보건당국은 신종플루가가 어떤 영향을 미쳤는지 파악하기 위해 조사를 진행하고 있다.

- 대한민국 경기도 양평군 양수리 갑산공원 관리이사가 양평경찰서에 자살한 탤런트 최진실의 유골함이 도난 당한 사실을 신고했다. 즉각 경찰이 수사를 시작했고 자세한 경위를 조사하고 있다.

- 독일 베를린에서 세계 육상 선수권 대회가 열렸다. 이 대회는 23일까지 계속된다.

## 2009년8월 14일
- 영국 런던에서 지난 6일에 발생한 4천만 파운드(한화 약 818억 원) 규모의 보석강도 사건에 경찰이 1백만 파운드(한화 약 20억 원)의 현상금을 내걸었다. 현상금은 타일러앤컴퍼니 보험회사가 부담하기로 했다.
- 국제 축구 연맹(FIFA)이 2010년 FIFA 월드컵 주최국인 남아공 국민에게 무료 입장권 12만 장을 발행하기로 했다고 성명을 발표했다. 무료 입장권 중 4만 장은 월드컵 경기장 건설 현장의 근로자 2만 명에게 1인당 2장씩 배분되고 나머지는 후원업체들을 통해 학생과 저소득층 위주로 배포할 예정이다.
- 프랑스 엑상프로방스에서 10대 소유의 아이폰이 폭발하는 사고가 발생하였다. 폭발 직전에 '쉭쉭' 소리를 내다가 액정이 터졌으며, 파편이 눈에 들어가는 상해를 입었으나 다행히 실명되지는 않았다. 아이폰이 폭발하는 사고는 이때가 처음이었다.

## 2009년8월 13일
- 조선민주주의인민공화국은 개성공단에서 억류되어 있던 현대아산의 직원을 137일 만에 석방하였다. 강제추방 형식으로 풀려났고 군사분계선을 통과해 대한민국으로 귀환했다.
- 한국도로공사 당진대전고속도로 건설 사업단은 2009년 12월 개통 예정인 당진대전고속도로 북유성 나들목의 명칭에 남세종이 병기되기로 결정했다고 밝혔다. 이에 유성구의회는 반발했다.

## 2009년8월 12일
- 미국 재무부가 조선민주주의인민공화국의 자금책인 조선광선은행에 추가 금융제재를 가했다.

## 2009년8월 11일
- 미국의 억만장자인 조지 소로스가 뉴욕주의 빈곤층 어린이를 위해 3천500만 달러(한화 약 433억 원)를 기부했다. 기부금은 학용품 및 의류 구입비 지원에 사용될 예정이다.
- 미얀마 법원이 민주화운동가인 아웅 산 수 치에게 징역 3년형과 노동 교화형을 선고했으나 가택연금 18개월형으로 형량을 낮췄다.

## 2009년8월 10일
- 대한민국의 한승수 국무총리가 대구 신서혁신도시와 충북 청원군 오송생명과학단지를 첨단의료복합단지 부지로 선정했다. 이 사업단지는 2012년 조성 완료를 목표로 두고 있다.

## 2009년8월 9일
- 중국 저장성과 푸젠성에 인근 주민 100만여 명을 태풍 모라꼿에 대비해 안전지대로 긴급 대피시켰다고 신화통신사가 보도했다. 이 태풍은 7일 대만을 강타해 최소 6명이 사망 또는 실종됐다.

## 2009년8월 7일
- 이라크 북부 바그다드와 모술에서 3건의 차량 폭탄 테러가 잇따라 발생해 최소한 42명이 숨지고 200여 명이 다쳤다고 현지 경찰이 밝혔다. 경찰은 이슬람 시아파 성지순례객을 노린 것으로 추정한다.
- 대한민국 인천광역시 송도국제도시에서 80일간의 세계도시축전이 개막되었다.

## 2009년8월 6일
- 파키스탄 이슬라마바드 라왈핀디를 출발해 스카르두로 가던 버스가 산악도로에서 속도를 제어하지 못한 채 인더스강으로 추락해 35명이 사망했다고 현지 언론이 보도했다.
- 남태평양 통가에서 여객선 프린세스 아시카호가 침몰해 55명이 구조됐고 50여 명이 실종됐다고 뉴질랜드 언론이 보도했다.
- 대한민국 경기도 평택에서 쌍용자동차 노동자와 회사측의 3차 협상이 타결됐다. 경찰이 파업 집행부에 대해서는 구속영장을 신청했고 단순 가담자는 선처했다.
- 대한민국 김태환 제주특별자치도지사에 대한 주민소환투표제가 발의되어 직무가 정지되었다.

## 2009년8월 5일
- 조선민주주의인민공화국에 억류중인 미국 기자 2명이 석방되어 귀국했다. 4일 빌 클린턴 전 대통령이 방문했고 김정일 국방위원장이 특별 사면했다.

## 2009년8월 4일
- 대한민국의 전 수영 선수인 조오련이 사망하였다.

## 2009년8월 3일
- 이란의 최고지도자 알리 하메네이가 지난 대선에서 승리한 마무드 아마디네자드의 취임을 승인했다.

## 2009년8월 2일
- 대한민국 경기도 평택에서 파업 중인 쌍용자동차 노동자와 회사측의 2차 협상이 결렬되어 경찰이 진압 작전을 재개하였다. 파업은 72일간 지속되고 있다.

## 2009년8월 1일
- 필리핀의 전 대통령 코라손 아키노가 향년 76세의 나이로 사망하였다.
- 대한민국 서울에 있는 광화문 광장이 개장했다.